# Jever (bier)

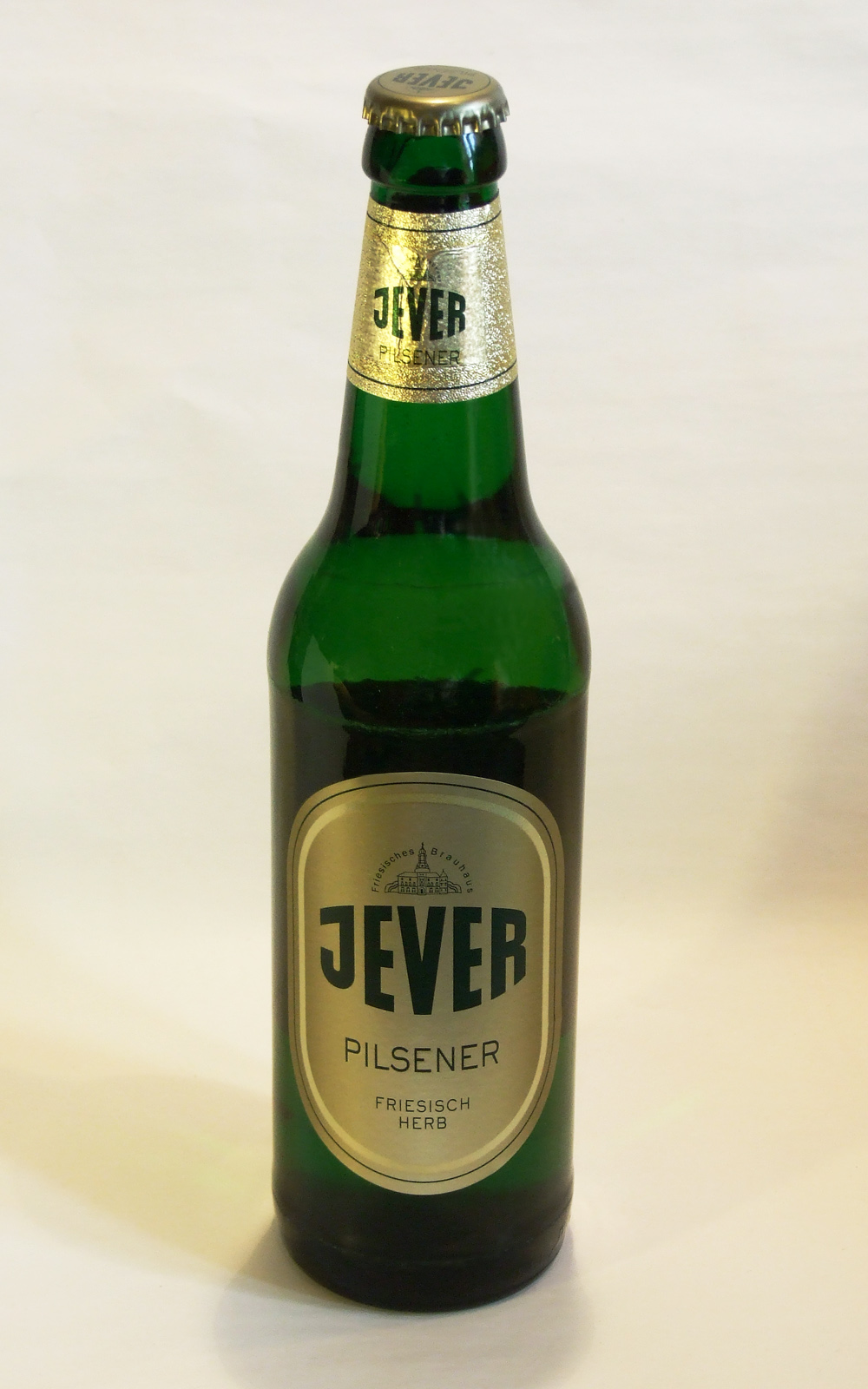
Jever Pilsener

Jever is een Duits biermerk, vernoemd naar de stad van herkomst, Jever in Friesland. Het bier wordt sinds 1848 gebrouwen door het Friesisches Brauhaus zu Jever en wordt geëxporteerd naar diverse landen. De brouwerij hoort tot de Radeberger Gruppe, een onderdeel van het Dr. Oetker-concern. De brouwerij heeft ongeveer 270 medewerkers.

## Bieren
Naast het bekende Jever Pilsener brengt de brouwerij ook enkele andere biertypen op de markt.
- Jever Pilsener, pils met een alcoholpercentage van 4,9%
- Jever Fun, laag-alcoholische pils met een alcoholpercentage van minder dan 0,5%
- Jever Fun Zitrone – laag-alcoholische mixdrank met citroensmaak, < 0,5%
- Jever Light, Leichtbier met een alcoholpercentage van 2,7%
- Jever Lime, mixdrank met limoensmaak en een alcoholpercentage van 2,5%